# ایر کانادا روژ
ایر کانادا روژ (به انگلیسی: Air Canada Rouge) یک شرکت هواپیمایی با کد یاتا RV است. این شرکت هواپیمایی به ۴۹مقصد، پرواز مستقیم انجام می‌دهد.